# Francisco Meza
Francisco Javier Meza Palma (ur. 29 sierpnia 1991 w Barranquilli) – kolumbijski piłkarz występujący na pozycji środkowego obrońcy, obecnie zawodnik meksykańskiego Pumas UNAM.

## Kariera klubowa
Meza pochodzi ze sportowej rodziny (ojciec był mistrzem kraju w boksie). Jest wychowankiem klubu Independiente Santa Fe ze stołecznej Bogoty, skąd jeszcze przed debiutem w lidze został wypożyczony do drugoligowego zespołu partnerskiego – ekipy Atlético Juventud z miasta Girardot. Tam spędził rok, zaś po powrocie do Santa Fe, za kadencji szkoleniowca Arturo Boyaki, zadebiutował w Categoría Primera A, 20 kwietnia 2011 w wygranym 2:0 spotkaniu z Atlético Junior. Mimo młodego wieku od razu wywalczył sobie miejsce w wyjściowej jedenastce, premierowego gola w lidze zdobywając 26 lutego 2012 w zremisowanej 1:1 konfrontacji z Deportes Quindío. W tym samym, wiosennym sezonie Apertura 2012 zdobył z ekipą Wilsona Gutiérreza tytuł mistrza Kolumbii. Rok później, w sezonie Apertura 2013, osiągnął natomiast wicemistrzostwo kraju i wywalczył krajowy superpuchar – Superliga Colombiana.
W jesiennym sezonie Finalización 2014, będąc czołowym środkowym obrońcą rodzimej ligi, Meza zdobył wraz z Santa Fe swoje drugie mistrzostwo Kolumbii, tworząc dobrze uzupełniający się duet stoperów z Yerrym Miną. W tym samym roku dotarł do finału krajowego pucharu – Copa Colombia. Najbardziej obfity w sukcesy okazał się jednak 2015 rok, kiedy to po raz drugi z rzędu doszedł do finału pucharu Kolumbii, po raz drugi w karierze triumfował w superpucharze, a także wygrał drugie co do ważności południowoamerykańskie rozgrywki klubowe – Copa Sudamericana, niezmiennie pozostając filarem defensywy w zespole prowadzonym przez Gerardo Pelusso. Ogółem barwy Santa Fe reprezentował z sukcesami przez pięć lat.
W czerwcu 2015 ogłoszono, że od początku przyszłego roku Meza przeniesie się do meksykańskiego klubu Tigres UANL z siedzibą w Monterrey. Bezpośrednio po dołączeniu do tego zespołu został jednak wypożyczony do drużyny Pumas UNAM ze stołecznego miasta Meksyk. W tamtejszej Liga MX zadebiutował 21 lutego 2016 w zremisowanym 1:1 meczu z Santosem Laguna, jednak już tydzień później zerwał więzadła krzyżowe w lewym kolanie, wobec czego musiał pauzować przez pół roku.
| Sezon     | Klub                   | Kraj     | Rozgrywki     | Mecze | Bramki |
| --------- | ---------------------- | -------- | ------------- | ----- | ------ |
| 2010      | Atlético Juventud      | Kolumbia | Torneo Águila | 29    | 0      |
| 2011      | Independiente Santa Fe | Kolumbia | Liga Águila   | 25    | 0      |
| 2012      | Independiente Santa Fe | Kolumbia | Liga Águila   | 41    | 1      |
| 2013      | Independiente Santa Fe | Kolumbia | Liga Águila   | 42    | 2      |
| 2014      | Independiente Santa Fe | Kolumbia | Liga Águila   | 38    | 1      |
| 2015      | Independiente Santa Fe | Kolumbia | Liga Águila   | 26    | 4      |
| 2015/2016 | Pumas UNAM             | Meksyk   | Liga MX       |       |        |